# Dipara ponderosa
Dipara ponderosa är en stekelart som först beskrevs av Girault 1915.  Dipara ponderosa ingår i släktet Dipara och familjen puppglanssteklar. Inga underarter finns listade i Catalogue of Life.